# اصلاحات آتاترک

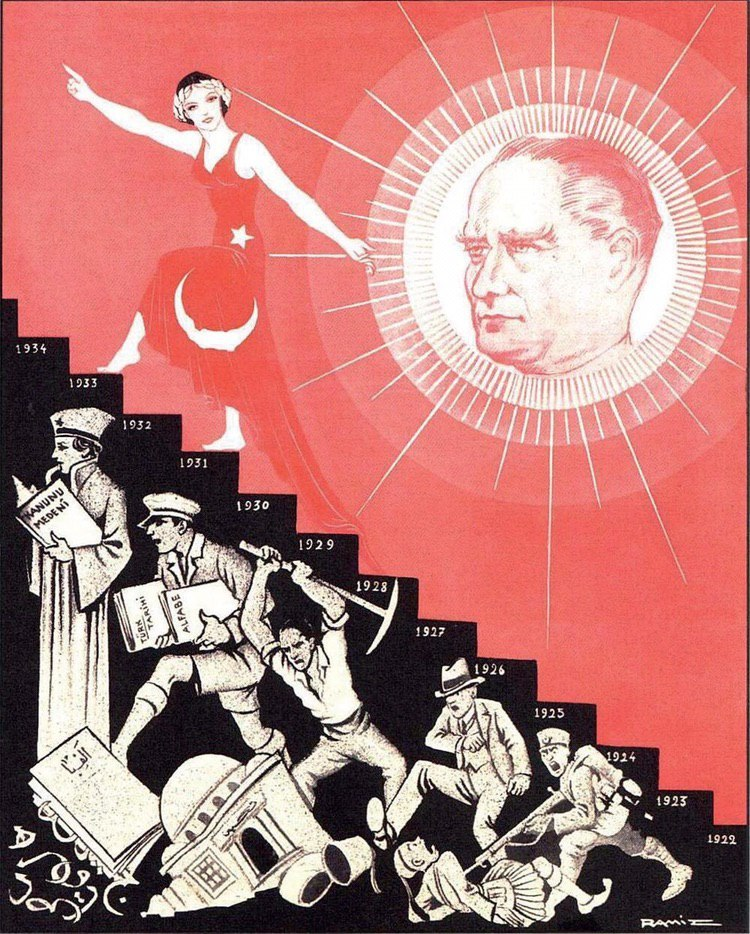
پوستر آتاتورک

اصلاحات آتاتورک (Atatürk İnkılâpları) مجموعه‌ای از تغییرات سیاسی، حقوقی، مذهبی، فرهنگی، اجتماعی و اقتصادی بود که برای تبدیل جمهوری جدید ترکیه به یک دولت ملی، سکولار و مدرن تحت رهبری مصطفی کمال آتاترک مطابق با ایدئولوژی کمالیسم طراحی شد. حزب سیاسی او، حزب جمهوری خلق ترکیه (CHP)، که ترکیه را به عنوان یک دولت تک حزبی در دوره تک حزبی جمهوری ترکیه اداره کرد، این اصلاحات را از سال ۱۹۲۳ به اجرا گذاشت. پس از مرگ آتاتورک، جانشین او عصمت اینونو، به حکومت تک حزبی و اصلاحات سبک کمالیستی ادامه داد تا اینکه CHP در دومین انتخابات واقعاً چند حزبی ترکیه، انتخابات عمومی ترکیه ۱۹۵۰ مغلوب حزب دموکرات (ترکیه، ۱۹۶۱-۱۹۴۶) شد.